# Дивна неділя
Дивна неділя (фр. Un drôle de dimanche) — французька кінокомедія 1958 року, знята Марком Аллегре, з Бурвілем у головній ролі.

## Сюжет
Жан Бреван, рекламник із великої рекламної агенції, колишній боєць Опору, занурюється з головою в роботу, щоб спробувати забути, що його дружина Катрін 5 років тому пішла від нього. Якось він знову зустрічає її в автобусі перед Військовою школою. Він, як і раніше, її любить. І вона теж поступово виявляє, що продовжує любити його, незважаючи ні на що. Весь вікенд Жан буде балансувати між бажанням її повернути і вбити.

## У ролях
- Бурвіль — Жан Бреван
- Даніель Дар'є — Катрін Бреван
- Арлетті — Жюльєтт Арм'є
- Катія Каро — Каролін Арм'є
- Колетт Рішар — Мірей
- Жан-Поль Бельмондо — Патрік
- Жан Валль — М. Соньє
- Роже Ханен — Робер Сарторі
- Жан Лефевр — консьєрж агентства
- Фернан Сарду — бригадир
- Жан Озенн — представник агентства
- Жан Карме — заправник
- Ніколя Вогель — Шартьє
- Андре Філіп — поліцейський, який чекає автобус
- Жан-Луї Аллібер — швейцар Плази
- Олів'є Дар'є — бойовий приятель
- Шарль Буйо — портьє

## Знімальна група
- Режисер — Марк Аллегре
- Сценарій — Серж де Бойссак, Паскаль Жарден, Жан Марсан
- Продюсер — Едуар Аріспюрю, Жан-Жак Віталь
- Оператор — Жак Натто
- Композитор — Поль Місракі
- Художник — Моріс Колассон, Жак Ейм, Роберт Тюрлюр
- Монтаж — Сюзанн де Тройє